# Бахаїзм

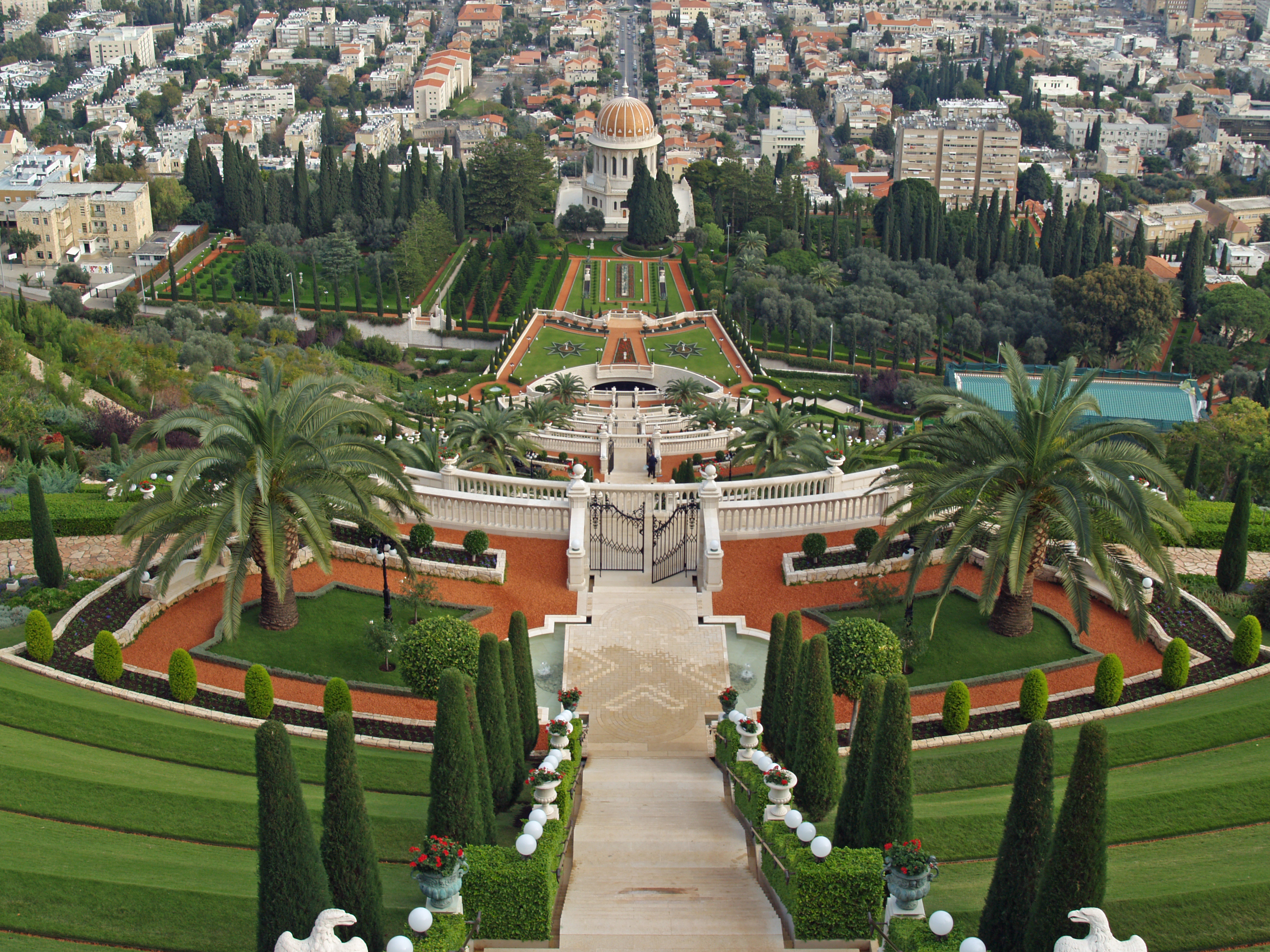
Усипальниця Баба в Хайфі, Ізраїль

Бахаї́ (Багаї) або Ві́ра Бахаї́ (араб. بهاء — «бага» — «світло», «слава») — монотеїстична релігія мусульманського походження, яка в ХХ столітті претендує на роль універсальної позаконфесійної духовності. Заснована Бахауллою в Персії в ХІХ столітті. Нараховує близько семи мільйонів прихильників майже у всіх країнах світу.
Бахаї вважають, що історія релігії — це просто процес освіти, запланований Богом, і що засновники релігій — посланці Бога і відкривачі Його Плану. Бахауллу розглядають як найостаннішого на цей час, центрального, але не останнього посланця Бога. Він називав себе довгожданим Вчителем і наставником усіх народів, що сповідують християнство, іслам, буддизм та інші релігії, і його місія — встановити міцні підвалини для єдності в усьому світі й урочисто відкрити епоху світла та справедливості, яка, як очікують бахаї, неминуче прийде.
Принципи вчення Віри Бахаї — принципи єдності бога, єдності релігії та єдності людства.

## Історія
Бахаї називають період від проголошення Баба 1844 р. в Ширазі до смерті Абдул-Баха в 1921 р. Героїчною Добою Віри. Протягом цього періоду ранні послідовники Віри Бахаї зазнали багато утисків та гонінь, але зуміли закласти основи віри в деяких країнах світу. Період після 1921 р. описується як Доба Становлення. Шогі Еффенді характеризував цю еру як вихід Віри Бахаї з пітьми, становлення і «дозрівання» його адміністративних настанов і всесвітнє поширення віри. Він стверджував, що Доба Становлення врешті-решт перейде в майбутню Золоту Добу, в якій Віра Бахаї «охопить більшість людей цілого ряду країн».

### Баб
Основні статті: Баб, Бабизм
В ніч з 23 на 24 травня 1844 року Сійїд Алі-Мухаммад із Ширазу (Іран) проголосив себе «Бабом» (араб. — «Врата»), за одним із релігійних понять шиїтів. Його послідовники стали відомі як бабі. Ісламське духовенство вороже зустріло проповідь Баба і використовувало свій вплив на уряд для організації гонінь на нього та його прихильників. Баба заарештували і 9 липня 1850 року розстріляли в Тебризі. У 1844—1863 рр. було страчено близько 20 000 його послідовників у всій Персії.
Бахаї розглядають Баба як передвісника Віри Бахаї. Він проголошував прихід Явителя Бога, Обітованого всіх релігій. Хоча, за Його словами, Він сам був носієм Божественного Одкровення, Його метою було підготувати людство до приходу нового Месії, в якому бахаї вбачають Бахауллу, засновника Віри Бахаї.
Смерть Баба лише зміцнила віру в справедливість Його пророцтва про те, що через дев'ять років прийде «Той, кого Явить Бог», Явитель Бога, який об'єднає всіх людей. Рештки Баба були таємно вивезені з Ірану до Святої землі і поховані на місці, вказаному Бахауллою. Сьогодні на цьому місці в Хайфі (Ізраїль) розташована велична будівля з позолоченим куполом, в ній поховані рештки Баба. Це один із основних духовних центрів паломництва бахаї.

### Бахаулла
Основна Стаття: Бахаулла
Мірза Хусейн Алі Нурі, відомий під титулом Бахаулла ("Слава Божа ") — засновник Віри Бахаї, народився 1817 року в знатній і багатій перській сім'ї.

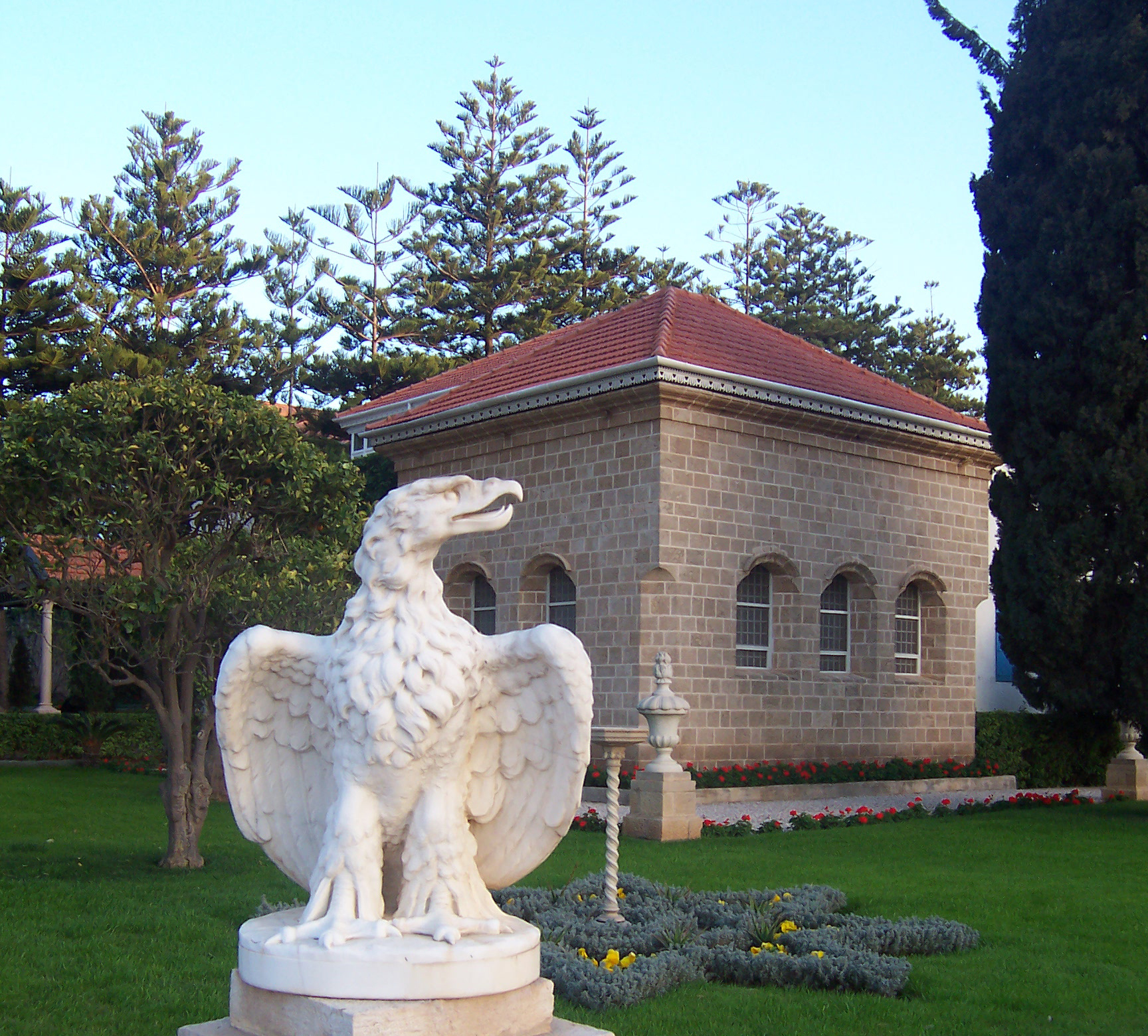
Усипальниця Багаулли в Багджі, м. Акка, Ізраїль

Відмовившись від придворних посад, належних Йому за походженням, Бахаулла уславився своїми щедрістю та привітністю, які здобули йому любов серед земляків.
Проте становище Бахаулли в суспільстві недовго залишалося таким після проголошення Ним підтримки релігії Баба.
Розділивши долю багатьох бабі, Бахаулла втратив все своє майно, був ув'язнений, підданий тортурам і висланий з країни.
1852 року уряд Росії запропонував притулок Бахауллі, ув'язненому в тегеранській в'язниці Сіях-Чаль, проте Він відмовився, віддавши перевагу засланню до Іраку.
У Багдаді 1863 року Бахаулла оголосив, що Він є Обітованим, «Тим, кого явить Бог», прихід якого пророкував Баб впродовж шести років. З Багдаду Бахауллу вислали до Константинополя, потім до Адріанополя і, нарешті до міста Акки (на той час Османська імперія), куди Він прибув 1868 року.
В Адріанополі та Ацці Бахаулла написав ряд послань тогочасним правителям. У них Він оголосив майбутнє об'єднання людства і створення єдиної світової цивілізації. Королів, імператорів і президентів XIX століття він закликав узгодити свої розбіжності, скоротити запаси озброєнь і присвятити свої зусилля встановленню миру в усьому світі.

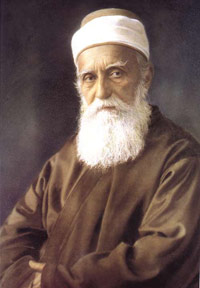
Абдул-Бага

Бахаулла помер 29 травня 1892 року в місцевосці Бахджі (на північ від Акки), де і був похований. На той час Його вчення вже поширилося за межі Близького Сходу.

### Абдул-Баха
Основна Стаття: Абдул-Баха
Аббас Еффенді, старший син Бахаулли, народився 1844 року і з дитинства розділив страждання і вигнання свого батька. Він узяв собі ім'я Абдул-Баха («Слуга Бага»). Перед своєю смертю Бахаулла призначив його Цеторм Завіту, єдиним повноважним тлумачем свого вчення, до якого всі бахаї повинні звернутись. Бахаї вбачають Абдул-Баха взірцем досконалого способу життя бахаї.
Ще коли Абдул-Баха залишався османським в'язнем, в Акку прибули (1898) перші паломники — бахаї з Заходу. Після звільнення 1908 року Абдул-Баха здійснив численні подорожі, які в 1911—1913 рр. привели його до Європи й Америки. Там він проголосив звістку Бахаулли про єдність і соціальну справедливість в релігійних громадах, товариствах пацифістів, профспілках, університетах, перед журналістами та чиновниками.
Абдул-Баха помер 1921 року, зміцнивши основи Віри Бахаї і поширивши її по всьому світу.

### Шоґі Еффенді
Основна Стаття: Шогі Еффенді
У своєму заповіті Абдул-Баха призначив свого онука Шоґі Еффенді Раббані (1897—1957) «Хранителем» і єдиним тлумачем Віри Бахаї.
Шоґі Еффенді працював впродовж 36 років до самої своєї смерті в 1957 році. За цей час він переклав багато писань Бахаулли й Абдул-Баха з арабської та перської англійською мовою, роз'яснив їх зміст, прискорив становлення місцевих і національних інституцій Віри Бахаї й очолив безліч місій, метою яких було поширення ідеалів Віри Бахаї по вьому світу.

## Принципи Віри Бахаї

### Основні постулати
Віра Бахаї монотеїстична. Бахаї вірять в Бога, який дарує Своє керівництво людству через Його вічний Завіт, який кожного разу оновлюють Його Посланці, Явителі (засновники основних світових релігій). Бахаї розглядають Їх Одкровення як історичні віхи Єдиної Релігії Бога, що супроводжує людство в усі часи. Основоположні принципи Віри Бахаї — єдність Бога, єдність релігії і єдність людства.
Бахаулла в Своїх Писаннях стверджує, що заперечення будь-якого з попередніх релігійних пророків, яких Бахаулла називає Богоявленнями або Явителями рівнозначне запереченню їх усіх, як і самого Бога.

### Уявлення про бога
Бахаулла вчить, що Бог є непізнаваним у Своїй Сутності. Це означає, що люди не повинні намагатися створити уявний образ Бога, уявляючи Його, наприклад, в образі людини. Бог розуміється як «особистий Бог, Незбагненний, Недоступний, Джерело всього Одкровення, Вічний, Всезнаючий, Всюдисущий і Всемогутній» («Бог проходить поряд», ст. 139). Бахаулла відносить такі імена Бога як Всемогутній і Вселюблячий до обмежених людських уявлень щодо влади та любові. Бахаулла навчає, що людське знання про бога обмежене тими властивостями і якостями, які ми можемо відчути, і тому пряме знання суті Бога неможливе.
До того ж Бахаулла заявляє, що знання про властивості Бога розкривається людству через Його Явителів, яких він надсилає. Бахаулла вчить, що через щоденні молитви і роздуми люди можуть стати ближчими до Бога.

### Уявлення про людство
Писання Віри Бахаї навчають, що є тільки одне людство і всі люди рівні в очах Бога. Віра Бахаї наголошує, що об'єднання людства є найважливішою передумовою миру у всьому світі. Писання Віри Бахаї підтверджують біологічну і духовну єдність людства, але не заперечують важливість культурної, національної та особистої різноманітності. Бахаулла так говорить про єдність: «Найліпшим засобом та наймогутнішим інструментом зцілення всього світу призначив Господь єдність всіх народів в одній загальній Справі, одній спільній Вірі».

### Уявлення про душу
Важливою складовою Віри Бахаї є вчення про душу. Душа не вмирає після смерті тіла людини. Впродовж земного життя душа пов'язана з тілом подібно до того, як світло пов'язане з відбиваючим його дзеркалом. Дзеркало руйнується, але світло вічне. Душа продовжує свій розвиток і наближення до Бога у Його незчисленних духовних світах. Наш розвиток у них залежатиме від зусиль, яких ми докладаємо в цьому світі. Рай або пекло — це не місце перебування душі, а її стан: близькість до Бога або віддаленість від Нього. Смерті не слід страшитися, бо вона дарує чашу безсмертя і народження в новому духовному світі.

### Ставлення до інших релігій
Бахаї вірять в процес поступового Одкровення, при якому такі релігійні постаті, як, наприклад Крішна, Авраам, Зороастр, Мойсей, Будда, Ісус, Магомет, Баб і Бахаулла були посланцями Бога. Бахаулла також заявляє, що деякі біблійні постаті, як, наприклад Адам і Ной, фактично існували і були Явителями бога. Релігійна історія вважається низкою одного Одкровення, де кожен посланець Бога приносив ширше і повніше його розуміння для кожного історичного періоду, в якому з'являвся. Певні соціальні настанови можуть бути відмінені наступним Явителем, тоді як певні загальні принципи, як любов до ближнього або добродійність, універсальні і послідовні. Бахаї не вважають цей процес поступового одкровення закінченим, оскільки Бахаулла передрік прихід нового Явителя не раніше ніж 1000 років від проголошення Бабом своєї місії у 1844 році.

### Ставлення до науки
Важливий принцип Віри Бахаї — гармонія релігії і науки. Якщо до них правильно ставитися, вони ніколи не будуть суперечити одна одній, оскільки обидві вони — шляхи з'ясування істини. «Будь-яка релігія, що суперечить науці, не є істинною, — каже Абдул-Баха. — Релігія і наука — два крила, на яких злітає у висоту людський розум і людська душа. Не можна летіти на одному крилі».

### Особливості Віри Бахаї
Віра Бахаї є монотоїстичною і не є синкретичною релігією (поєднанням релігій). Віра Бахаї є Новим Одкровенням Єдиної Віри у Бога, що супроводжувала людство в минулому і буде супроводжувати його у майбутньому. Вона має свої власні Священні Писання, закони, історію і традиції. Бахаулла вважається Обітованим всіх попередніх світових релігій.
| Релігія      | Пророк                        | Священна книга |
| ------------ | ----------------------------- | -------------- |
| Індуїзм      | Крішна між 3000-4000 до н. е. | Бхагават-Гіта  |
| Юдаїзм       | Мойсей 1400 до н. е.          | Тора           |
| Зороастризм  | Зороастр 1000 до н. е.        | Авеста         |
| Буддизм      | Будда 566 до н. е.            | Тіпітака       |
| Християнство | Ісус Христос 6 до н. е.       | Євангеліє      |
| Іслам        | Мухаммед 570 н. е.            | Коран          |
| Віра Бабі    | Баб 1819-1850                 | Баян           |
| Віра Бахаї   | Бахаулла 1817-1892            | Кітаб-і-Агдас  |

## Віра Бахаї

### Мета Віри Бахаї
Шогі Еффенді, обраний Хранителем Віри Бахаї у 1921—1957 рр., написав короткий звіт, де роз'яснив принципи вчення Бахаулли, що, як він каже, разом із законами і завітами Кітаб-і-Акдас, складають його основу:
Незалежний пошук істини, вільної від пут марновірства і традицій; єдність людства; центральна принципова і фундаментальна доктрина Віри; єдність усіх релігій; засудження всіх форм упередженості, заснованої на релігійних, расових, класових або національних ознаках; гармонія, яка повинна існувати між релігією і наукою; рівність чоловіків і жінок, двох крил, на яких птах людства може злетіти у повітря; введення обов'язкового навчання; ухвалення міжнародної допоміжної мови; усунення крайнощів багатства і бідності; запровадження світового трибуналу для винесення судової ухвали в суперечках між країнами; піднесення роботи, що виконується на благо суспільства, до розряду поклоніння; встановлення справедливості правлячим принципом в людському суспільстві; прославлення релігії як засобу захисту всіх народів і націй; боротьба за тривкий глобальний мир як найвищу мету людства — це найважливіші принципи, проголошені Бахауллою.
(Бог проходить поряд, ст. 281)

### Соціальні принципи
Наступні 12 «принципів» часто називають суттю Віри Бахаї. Їх взято з копій промов, з якими виступав Абдул-Баха під час своєї поїздки Європою та Північною Америкою в 1912 р. Список неавторитетний та існує в різних варіантах:
- Єдність Бога
- Єдність релігій
- Єдність людства
- Рівність статей
- Усунення всіх форм упередженості
- Світовий мир
- Гармонія релігії і науки
- Незалежний пошук істини
- Потреба в загальній обов'язковій освіті
- Потреба у міжнародній допоміжній мові
- Покора до уряду та невтручання в політику
- Усунення крайнощів багатства і бідності

Перші три елементи цього списку звичайно називаються Трьома Єдностями й утворюють основоположні засади Віри Бахаї.

### Містицизм Віри Бахаї
Деякі з основоположних текстів Віри Бахаї, хоча й обговорюють соціальні та етичні проблеми, описані як містичні. Шогі Еффенді назвав книгу «Сім долин» Бахаулли «найвидатнішим містичним твором». Її перекладено англійською мовою в 1906 р., вона однією з перших серед книг Бахаулли стала доступною на Заході. В ній він слідує за подорожнім у його духовних мандрах, які проходять через різні стадії, називаючи їх Сімома Долинами або Сімома Містами. Мета подорожі — прямувати Істинним шляхом, покинути занепад життя і прибути до моря останнього притулку, де поглянути на Вселюблячого.
Мета життя в священних Писаннях Бахаї — набути чеснот, пізнати бога, розвиватися духовно і допомогти розвитку цивілізації. Особистий розвиток розглядається як органічний процес, подібний до розвитку ембріона, якому допомагають посланці Бога. Бахаулла вчив про потойбічне життя, в якому душа може прогресувати нескінченно через все більш піднесені духовні стани. Рай і пекло сприймаються як міра близькості людини до бога, а не як окремі або фізичні місця.
Бахаї вважають, що, поряд з тим, що суть Бога непізнаванна, Його можна пізнавати через «імена і властивості». Вони прирівняні до самоцвітів і включають такі божественні якості, як співчуття і мудрість. Бог, повідомляючи про себе людству, має на меті виявити потаємні самоцвіти з рудника людини.

### Навчання і поклоніння
Духовність бахаї полягає у вивченні писань, уривків з них і роздумах над ними, а також читанні молитов. Духовенство та аскетизм заборонені, і бахаї намагаються ґрунтувати свою духовність на звичайному щоденному житті. Виконання корисної роботи, наприклад, не тільки заохочується, але і розглядається як форма поклоніння.

### Завіт
Завіт у Вірі Бахаї — єднаюча угода, укладена між Богом і людиною, при чому від людини вимагається певна поведінка, за що Бог гарантує їй деякі благословення. Бахаї знаходять численні посилання на Завіт у Біблії.
У Вірі Бахаї існує Великий Завіт, укладений між кожним посланцем Бога і його послідовниками стосовно наступного одкровення, і Малий Завіт, який стосується повноважень в межах релігії після того, як посланець вмирає.
Через те, що єдність є найважливішим елементом віри, бахаї підкоряються адміністрації, яка, як вони вважають, походить від Бога, і тому бачать усі спроби розділення як такі, що суперечать вченню Бахаулли.

## Соціальне життя

### Закони
Закони Віри Бахаї перш за все походять із Кітаб-і-Акдас (Пресвята Книга). Більшість з них є справами вільного вибору бахаї. Деякі можуть бути підтримані певними адміністративними заходами, тоді як інші базуються на існуванні суспільства бахаї, яке очікується ними в майбутньому. Закони повинні запроваджуватися поступово, по мірі розвитку людини і суспільства (Кітаб-і-Акдас, ст. 5). Бахаулла не бачив ці закони як жорстку структуру, яка дбає про виконання і покарання. Він заявив, що закони — обов'язкова частина людського духовного прогресу і частина містичного шляху.
Нижче наведені кілька прикладів законів і основних релігійних настанов Кітаб-і-Акдасу:
- Читайте обов'язкову молитву щодня по досягненню зрілості, що настає у віці 15 років. Є три такі молитви, з яких щодня можна обирати одну.
- Моліться щодня.
- Лихослів'я і марновірство заборонене.
- Дорослі бахаї в доброму здоров'ї повинні щороку з 2 до 20 березня дотримуватися посту.
- Бахаї заборонено пити алкоголь або вживати наркотики, за винятком прописаних лікарем.
- Статеві взаємини дозволені тільки між подружжям, і тому гомосексуальні акти не дозволені.
- Азартні ігри заборонені.

### Шлюб
Бахаулла навчав, що шлюб — зобов'язання двох людей одне до одного і їх взаємна прихильність розумом і серцем, щоб стати «люблячими супутниками, товаришами і друзями у згоді одне з одним протягом часу і вічності… Чоловік і дружина повинні бути поєднані як фізично, так і духовно, вони, можливо, коли-небудь покращать духовне життя одне одного…» Він надзвичайно схвалював настанову шлюбу, також не заохочуючи розлучення і вимагаючи цнотливості за межами шлюбу. Втім, розлучення не заборонені, хоча і не заохочуються.
Бахаї повинні вивчити характери одне одного перед тим, як вони вирішать одружитися, і коли вони одружаться, це має бути з наміром установлення вічного зобов'язання. Хоча батьки не обирають партнерів для своїх дітей, як тільки двоє вирішують одружитись, вони повинні одержати згоду батьків, живих на той час, навіть якщо один партнер не бахаї. Міжетнічний шлюб надзвичайно вітається бахаї.

### Місця поклоніння

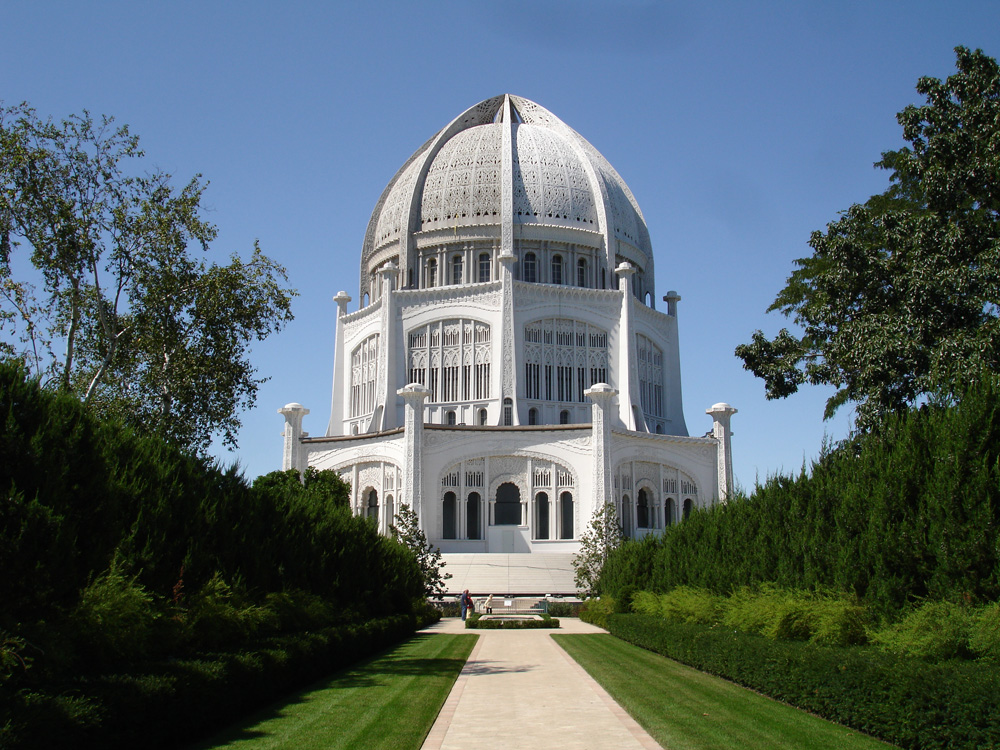
Дім Поклоніння бахаї Чикаго, США

Більшість зустрічей бахаї відбувається в приватних будинках, місцевих центрах релігії бахаї або орендованих приміщеннях. Бахаї збудували вісім континентальних Домів Поклоніння Богу. У Писаннях Бахаї є посилання на установу, названу Машрікуль-Азкар (місце споминання Бога), відповідно до якого потрібно утворити центр з комплексом установ, включаючи лікарню, університет тощо. Тільки перший Машрікуль-Азкар в Ашхабаді
(Туркменістан) задовільняв усім цим вимогам.

### Символи

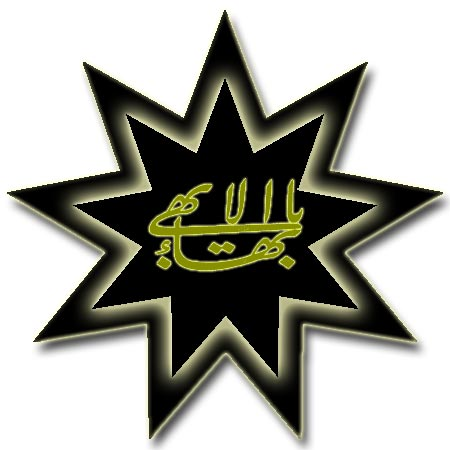
Стилізована дев'ятикутна зірка, з каліграфічним написанням Навеличнішого Імені в центрі

Неофіційний символ Віри Бахаї — п'ятикутна зірка, але дев'ятикутна зірка використовується частіше. Також використовується каліграфічне написання Найвеличнішого Імені у центрі або символ, що складається з двох зірок зі стилізованим словом Баха (араб. بهاء «блиск» або «слава»). Остання форма символізує три єдності Віри Бахаї. Найвеличшніше Ім'я читається як Йа-Баха'ул-Абха (араб. بهاء الأبهى Хай славиться Преславний!)

### Календар
Календар бахаї заснований на календарі, який запровадив Баб. Рік складається з 19 місяців по 19 днів, з 4 або 5 вставними днями, щоб сформувати повний сонячний рік. Новий рік Віри Бахаї відповідає традиційному перському новому рокові, названому Ноу-Руз, і відзначається в час весняного рівнодення (21 березня) в кінці місяця посту. Спільноти бахаї збираються на початку кожного місяця на зустріч, названу Святом 19-го дня.
Кожен із 19 місяців має ім'я, яке є властивістю бога, як наприклад, Баха (Пишнота), Ілм (Знання), і Джамал (Краса). Тиждень бахаї також складається з 7 днів, і кожен день тижня також називають на честь властивості бога: Істіклал (Незалежність), Камал (Досконалість) та Ідал (Справедливість). Бахаї відзначають 11 Святих днів за весь рік, з яких 9 є вихідними днями. У ці дні вони святкують важливі роковини знаменних подій з історії Віри.

### Адміністрація
У своїй книзі законів Кітаб-і-Акдас Бахаулла наказав, що в кожному місті повинен бути створений Дім Справедливості — колегіальний виборний орган з дев'яти осіб, що керує всіма справами громади. Такі ж «Доми Справедливості» повинні працювати на національному рівні, а на всесвітньому рівні має бути обраний Всесвітній Дім Справедливості, який вважається у бахаї непогрішимим органом.
Разом з виборними органами повинен був також існувати одноосібний авторитет — людина, функцією якої буде тлумачення Священних Писань. Першою такою людиною Бахаулла призначив свого старшого сина Аббаса Еффенді (Абдул-Баха). Абдул-Баха, у свою чергу, призначив свого старшого онука Шогі Еффенді «Хранителем Віри», наділивши його таким же правом одноосібного тлумачення Писань. Шогі Еффенді нікого не призначив своїм наступником і після його смерті у1963 році громада бахаї утворила духовний і адміністративний центр Віри — Всесвітній Дім Справедливості, який Бахаулла наказав обрати у своїх писаннях у майбутньому. У перших виборах брали участь 56 Національних Духовних Зборів (прообразів національних Домів Справедливості). Всесвітній Дім Справедливості переобирається кожні п'ять років і складається з дев'яти його членів. Національні і Місцеві Духовні Збори також складаються з дев'яти членів, але обираються щороку. Таким чином, з 1963 року справами світової спільноти бахаї керують виборні органи.

## Поширення

### Розташування центрів

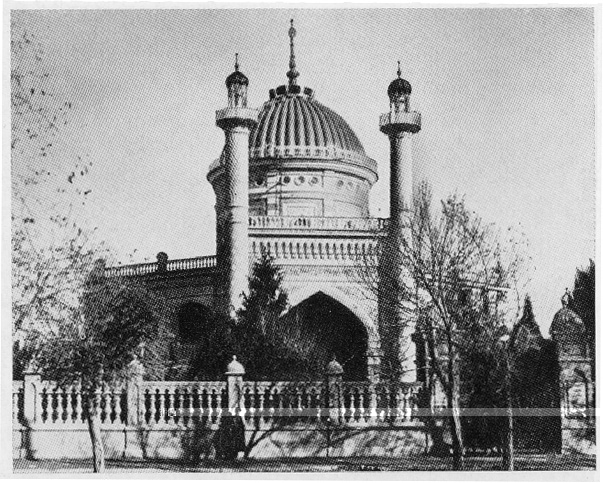
Дім Поклоніння бахаї в Ашхабаді, 1912 рік

Перший Дім Поклоніння Богу бахаї було споруджено у 1908 році в Ашхабаді. Зараз діє 8 континентальних Домів Поклоніння (в Індії, Австралії, США, Німеччині, Панамі, Уганді, Західному Самоа та Чилі). Працюють 182 Національних Духовних Зборів (з 2001 року число незмінне). Національних Духовних Зборів немає в Ірані, де бахаї, як і раніше, піддають жорстоким переслідуванням, і в Китаї, де держава в цілому не схвалює активної релігійної діяльності (хоча ніяких переслідувань стосовно бахаї там не зафіксовано). Також існує 9631 Місцевих Духовних Зборів (органи самоврядування рівня окремого населеного пункту; дані 2003 року).

### Кількість послідовників

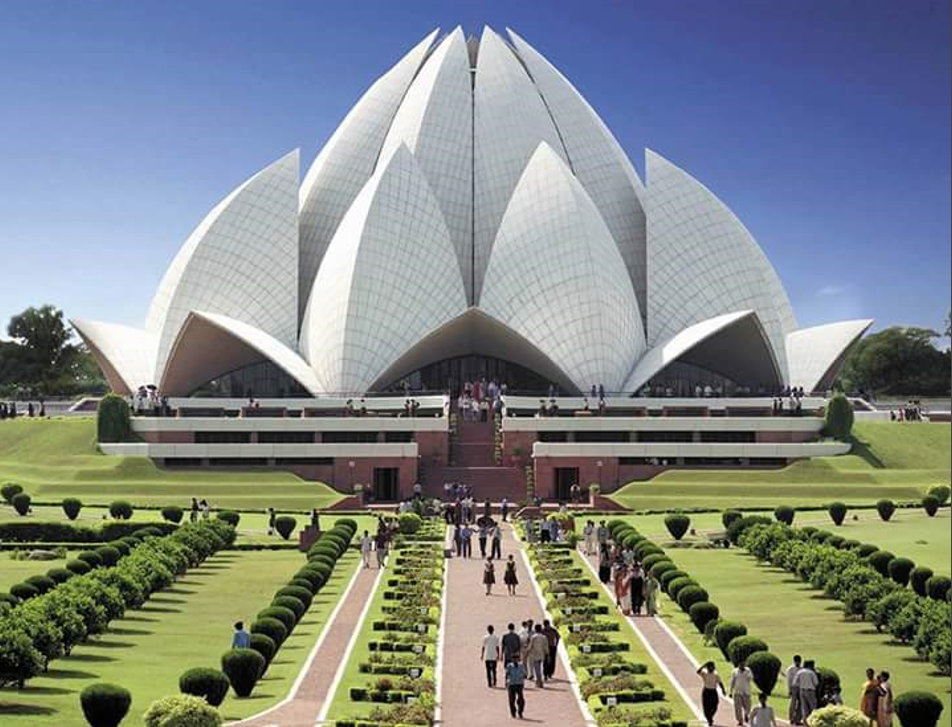
Відомий в Індії як Храм Лотоса, цей Дім Поклоніння бахаї щорічно приймає близько 4 млн відвідувачів (тобто 13 000 щодня)

Джерела бахаї звичайно оцінюють їх число у світі у понад 7 млн. Енциклопедії та довідники дають оцінки 2-8 млн бахаї у світі на початку XXI сторіччя (за більшістю оцінок — близько 6 млн).
Зародившись у Перській і Османській імперіях, Віра Бахаї привабила багато нових прихильників на Заході протягом Першої світової війни. Через 50 років їхня кількість знову зросла, цього разу за рахунок країн третього світу як результат місіонерської діяльності. Більшість джерел погоджуються, що Індія, Африка, Південна Америка й Океанія наздогнали Близький Схід і країни Заходу за числом бахаї.
Згідно зі Світовим альманахом і книгою фактів 2004:
Більшість бахаї живуть в Азії (3,6 мільйонів), Африці (1,8 мільйонів), і Латинській Америці (900 000). Згідно з оцінками, найбільша громада бахаї у світі знаходиться в Індії з 2,2 мільйонами, потім — Ірані з 350 000 (друга найбільша релігія в Ірані після ісламу) і США з 150 000. В інших країнах їх кількість дуже змінюється. Зараз жодна країна не має більшості бахаї. Гаяна — країна з найбільшим відсотком бахаї серед населення (7 %).
Книга Року енциклопедії Британіка дає таку інформацію:
- Віра Бахаї — друга найпоширеніша незалежна релігія за числом країн, де живуть її прихильники (після християнства)
- Ця релігія поширена в 247 країнах і територіях у світі;
- Її члени представляють понад 2100 етнічних, расових і родових груп;
- Її сповідують 7000000 прихильників по всьому світу (2005)
- Священні Писання Бахаї перекладені понад 800 мовами.

Бахаї загалом дуже пишаються етнічною різноманітністю своєї громади і, подібно до багатьох релігій, прагнуть вважати, що їх Віра призначена зростати за кількістю прихильників та впливом.
Докладніше див. [недоступне посилання з червня 2019]